# Kollisionskurs (Roman)
Kollisionskurs ist ein Roman von Spencer Dunmore aus dem Jahr 1974.

## Handlung
Die Geschichte handelt von dem Piloten Frank Beatty, der zu Beginn der Handlung eine Bruchlandung mit einer nagelneuen Boeing 747-100 nahe einem Großflughafen in Afrika hinlegt. Obwohl Beatty die Schuld nicht direkt zugewiesen werden kann, wird er von seinem Arbeitgeber, der Anglo World Airways, gefeuert und erhält drei Monate Flugverbot.
Zur gleichen Zeit beginnt Charles Vaughan, Pilot einer DC-8 bei der TranState, in Toronto eher zufällig ein Verhältnis mit der ehemaligen Air Canada Flugbegleiterin Rosalie Pringle. Lee, wie er sie nennt, ist begeisterte Segelfliegerin und teilt mit Charles viele Interessen. Zwischen den beiden entwickelt sich langsam ein intimes Verhältnis. Charles, der verheiratet ist und zwei Kinder hat, ist hin- und hergerissen zwischen seiner Treue zu seiner Frau Susan und dem Verhältnis zu Lee, was ihn in eine schwere Krise stürzt. Er vertraut sich seinem Freund Walt Przeczek an, der den Ruf eines Fremdgehers hat und auch keine Hilfe ist.
Frank unterdessen erhält ein Jobangebot von der neuen Charterfluggesellschaft Amory International, als Copilot und später wieder als Kapitän auf der Boeing 707 zu fliegen. Frank nimmt das Angebot an, verschweigt aber, dass er seit dem Absturz in Afrika unter gelegentlichen Ohnmachtsanfällen leidet. Er überredet einen alten Schulkameraden, der inzwischen als Psychiater arbeitet, ihn unter falschem Namen zu beraten und zu untersuchen. Dabei stellen sie einige Zeit später fest, dass Frank unter einer Form von Epilepsie leidet. Frank schluckt Tabletten, die die Anfälle unterdrücken, sieht sich aber damit konfrontiert, bald seinen Traumjob zu verlieren. Als sein Arzt von seinem wahren Beruf erfährt, will er ihn dazu drängen zu kündigen, da er in Frank eine Gefahr für seine Passagiere sieht.
Inzwischen hat Charles Ehefrau von seinem Verhältnis erfahren und zieht mit den beiden Töchtern nach Carmel zu ihren Eltern. Sein Freund Walt kommt bei einem Absturz ums Leben. Charles, der das Verhältnis zu Lee seit Monaten zu beenden versucht, fällt in eine noch tiefere Krise. Als er einen Flug nach Toronto übernimmt, erfährt er, dass Lee beim Absturz ihres Segelflugzeugs getötet wurde. Als Susan davon erfährt, ist sie bereit, zu Charles zurückzukehren. Frank befindet sich ebenfalls auf dem Weg nach Toronto. Dort plant er, nachdem er mehrere Mini-Anfälle auf dem Flug hatte, einen würdevolleren Abschied zu nehmen. Beide Maschinen begeben sich in Warteschleifen, da über Toronto schwere Gewitter aufgezogen sind. Die 707 fliegt dabei ohne Transponder (aus Geldmangel durfte der Flug nicht abgesagt werden).
Der junge Pilot Henry Peel, der im Verlauf der Handlung seinen Flugschein gemacht hat und sich begeistert eine Aeronca gekauft hat, gerät in den Sturm und wird in die Höhe gesogen. Henry, der eine riesige Begeisterung fürs Fliegen hat, kommt auf diese Weise Franks 707 in den Weg. Frank gelingt es im letzten Moment, das Flugzeug aus der Schusslinie zu ziehen, fällt aber daraufhin wieder in Ohnmacht. Im Glauben, Frank hätte einen Herzanfall erlitten, übernimmt sein Copilot. Als dieser einen Funkspruch für Charles hört, folgt er dieser Anweisung ebenfalls.
Die 707 prallt von unten auf Charles’ DC-8 und zerstört dessen Steuerung. Die Boeing verliert Teile der rechten Tragfläche. Beide Maschinen pressen sich aneinander und verhaken sich, wobei mehrere Passagiere der TranState Maschine umkommen. Trotzdem bleiben beide Maschinen in der Luft und rasen als 'Doppeldecker' weiter. Über Funk verständigen sich die beiden Piloten und schaffen es das Flugzeug nach Toronto zu lenken. Frank, der beide Maschinen alleine steuern muss, gelingt es, in Toronto zu landen. Dabei bricht das Fahrwerk ab und beide Flugzeuge lösen sich voneinander. Trotzdem überleben alle verbliebenen Passagiere die Katastrophe. Nur Frank stirbt in den Flammen, als er einen anderen aus dem Flugzeug befreite.
Ganz zum Schluss erfährt man, dass Henry seine Aeronca wieder verkauft, da er offensichtlich die Begeisterung fürs Fliegen verloren hat.

## Veröffentlichung
- Die Originalfassung erschien 1974 unter dem Titel Collision. Die deutsche Erstfassung erschien 1976 im Paul Zsolnay Verlag. ISBN 978-3-499-14336-6